# 李祖虞
李祖虞（1884年、1885年或1888年—？）字梦驺，江苏武进人。中華民國以及汪精衛政權政治人物。

## 生平
李祖虞毕业于日本早稻田大学政治经济科。历任京师高等审判厅推事、大理院推事。后在上海擔任执业律师。1934年2月8日任福建省政府委员兼民政厅厅长。1935年5月25日免职后返回上海繼續擔任律师，其间加入国家社会党，并任国家社会党政务特别委员会委员。1940年3月19日，出任汪精衛政權中央政治会议国家社会党會员，同月26日出任汪精衛政權中央政治委员会交通专门委员会主任委员，31日任汪精衛政權交通部常务次长。1941年8月16日，任汪精衛政權实业部政务次长。1943年1月28日，任汪精衛政權国民政府委员會政务参贊。